# Гражданская собственность (концепция)
Гражданская собственность — это концепция, согласно которой общая социалистическая собственность может быть трансформирована в индивидуальную, равную для каждого гражданина. Предоставляются одинаковые доли, при этом фактического дробления не происходит.
Доля собственности принадлежит гражданину государства по праву его рождения, может распространяться на все виды[уточнить] материальных, духовных, культурных и интеллектуальных ценностей, созданных предшествующими поколениями граждан страны.
Право пользования гражданской собственностью действует в течение всей жизни человека, может и должно быть использовано для её увеличения. Передача гражданской собственности другим лицам исключается, возможна только передача в частную собственность по наследству процента от той доли гражданской собственности, которая была создана самим гражданином, в процессе его общественно-полезного труда.

## Другое определение
«Гражданская собственность — это идеальная доля каждого собственника в общей собственности всех граждан, где идеальная доля по природе своей не может быть изъята из общей собственности и не может быть предметом какой-либо сделки. Она носит персонально определенный, неотчуждаемый характер и принадлежит гражданину от рождения до смерти».